# 新井仁之
新井 仁之（あらい ひとし、1959年 - ）は、日本の数学者、理学博士。早稲田大学教育・総合科学学術院教授、東京大学名誉教授。専門は、実解析学、調和解析学、ウェーブレット解析、視覚・錯視の数学的研究。

## 経歴
神奈川県横浜市生まれ。1982年、早稲田大学教育学部卒業。1984年、同大学大学院理工学研究科修士課程修了。その後、東北大学理学部助手、講師、助教授、教授、プリンストン大学客員研究員、東京大学大学院数理科学研究科教授を経て、早稲田大学教育・総合科学学術院教授、東京大学名誉教授。
1987年、早稲田大学より理学博士。論文の題は「Brownian Martingaleとその多変数Hardy空間への応用 」。
1997年に日本数学会春季賞を受賞。その後、先端的数学を用いて脳内の視覚情報処理の新しい数理モデルを作り、視覚・錯覚を研究する数理視覚科学を行う。その業績により、2008年に平成20年度科学技術分野の文部科学大臣表彰科学技術賞（研究部門）を受賞。同研究をさらに発展させた業績で、2018年に第7回藤原洋数理科学賞大賞を受賞。

## 受賞歴
- 日本数学会春季賞（1997年、複素解析と調和解析の研究）
- 平成20年度科学技術分野の文部科学大臣表彰科学技術賞（研究部門）（2008年、視覚と錯視の数学的新理論の研究）
- 第7回藤原洋数理科学賞大賞（2018年、数理視覚科学と非線形画像処理の新展開）

## 主な著書

### 単著
- 『フーリエ解析とウェーブレット』（朝倉書店、2022）
- 『これからの微分積分』（日本評論社、2019年）
- 『正則関数』（共立出版、2018年）
- 『有理型関数』（共立出版、2018年）
- 『ウェーブレット』（共立出版、2010年）
- 『新・フーリエ解析と関数解析学』（培風館、2010年）
- 『線形代数』（日本評論社、2006年）
- 『微分積分の世界』（日本評論社、2006年）
- 『ルベーグ積分講義』（日本評論社、2003年）
- 『フーリエ解析学』（朝倉書店、2003年）
- 『フーリエ解析と関数解析学』（培風館、2001年）

### 監修/著
- 『<錯視>だまされる脳』（2016年、ミネルヴァ書房）

### 共訳
- 『実解析』（日本評論社、2017年）
- 『複素解析』（日本評論社、2009年）
- 『フーリエ解析入門』（日本評論社、2007年）